# Satelight
Satelight Inc. (яп. 株式会社サテライト Кабусики-гайся Сатэрайто) — японская аниме-студия.

## О компании
Студия была основана в декабре 1995 года в Саппоро и её первым проектом стал аниме-сериал Bit the Cupid. Первые буквы названия Satelight образованы от английских слов:
- S (Sapporo)
- A (Animate)
- T (Technology)
- E (Entertainment).

Нынешним президентом компании является Митиаки Сато, а исполнительным директором известный режиссёр Сёдзи Кавамори.

## Работы

### Аниме
- Chikyū Shōjo Arjuna (2001, аниме-сериал)
- Geneshaft (2001, аниме-сериал, совместно со Studio Gazelle)
- Heat Guy J (2002, аниме-сериал)
- Macross Zero (2004, OVA)
- Sousei no Aquarion (2005, аниме-сериал)
- Noein (2005, аниме-сериал)
- Glass no Kantai (2006, аниме-сериал, совместно с Gonzo)
- Hellsing Ultimate (2006, OVA)
- Koi suru Tenshi Angelique ~Kokoro no Mezameru Toki~ (2006, аниме-сериал)
- Galaxy Angel Rune (2006, аниме-сериал)
- Baldr Force EXE: Resolution (2006, аниме-сериал)
- Koi suru Tenshi Angelique ~Kagayaki no Ashita~ (2007, аниме-сериал)
- Kamichama Karin (2007, аниме-сериал)
- Engage Planet Kiss Dum (2007, аниме-сериал)
- Shugo Chara! (2007, аниме-сериал)
- Time Jam: Valerian & Laureline (2007, аниме-сериал, совместно с Europacorp)
- Macross Frontier (2008, аниме-сериал)
- Basquash! (2009, аниме-сериал)
- Guin Saga (2009, аниме-сериал)
- Fairy Tail (2009, аниме-сериал)
- Kiddy Girl-and (2009, аниме-сериал)
- Anyamaru Tantei Kirumin Zoo (2009, аниме-сериал)
- Macross Frontier the Movie ~Itsuwari no Utahime~ (2009, фильм)
- Ikoku Meiro no Croisee (2011, аниме-сериал)
- Tokyo Skytree "Sorakara-chan" Prologue Movie (2011, короткометражный фильм)
- Macross Frontier the Movie ~Sayonara no Tsubasa~ (2011, фильм)
- Senki Zesshou Symphogear (2012, аниме-сериал, совместно с Encourage Films)
- Mouretsu Pirates (2012, аниме-сериал)
- Aquarion Evol (2012, аниме-сериал)
- AKB0048 (2012, аниме-сериал)
- Muv-Luv Alternative: Total Eclipse (2012, аниме-сериал)
- AKB0048 next stage (2013, аниме-сериал)
- Arata Kangatari (2013, аниме-сериал)
- Log Horizon (2013, аниме-сериал)
- Senki Zesshou Symphogear G (2013, аниме-сериал)
- White Album 2 (2013, аниме-сериал)
- Nobunaga the Fool (2014, аниме-сериал)
- Mouretsu Pirates: Abyss of Hyperspace - Akuu no Shin'en (2014, полнометражный фильм)
- M3: Sono Kuroki Hagane (2014, аниме-сериал)
- Madan no Ou to Vanadis (2014, аниме-сериал)
- Zephyr (2014, короткометражный фильм)
- Nagato Yuki-chan no Shoushitsu (2015, аниме-сериал)
- Aquarion Logos (2015, аниме-сериал)
- Momokuri (2015, аниме-сериал)
- Nanbaka (2016–2017, аниме-сериал)
- Shuumatsu Nani Shitemasuka? Isogashii Desuka? Sukutte Moratte Ii Desuka? (2017, аниме-сериал, совместно с C2C)
- Hakata Tonkotsu Ramens (2018, аниме-сериал)
- Juushinki Pandora (2018, аниме-сериал)
- Caligula (2018, аниме-сериал)
- Girly Air Force (2019, аниме-сериал)

### Игры
- Heavy Metal Thunder (2005, Cell Animation Production)
- Persona 2 (2011, Opening Animation Production)
- Tokitowa (2012)
- Devil Summoner: Soul Hackers (2012, Nintendo 3DS Opening Animation Production)
- E.X. Troopers (2013, Promotional Anime)
- Time and Eternity (2012, 2013 animation movies and characters)
- Aquarion Evol (PlayStation VR)

### Совместные проекты с другими компаниями
- Bit the Cupid (1995)
- Īhatōbu Gensō: Kenji no Haru (1996)
- Saber Marionette J (1997)
- Perfect Blue (1997)
- St. Luminous Mission High School (1998)
- Brain Powerd (1998)
- Escaflowne (2000)
- Angel Sanctuary (2000)
- Boys Be... (2000)
- Vampire Hunter D (2001)
- Metropolis (2001)
- Kakyūsei 2: Hitomi no Naka no Shōjo-tachi (2004)
- Romeo x Juliet (2007)
- Aria Origination (2008)